# 卡拉卡拉山

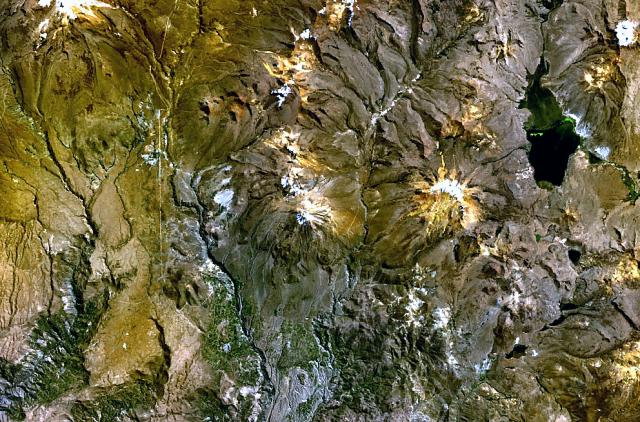

卡拉卡拉山（K'ara K'ara），是秘魯的山峰，位於該國南部塔克納大區，由坎達拉韋省的坎達拉韋區負責管轄，屬於安地斯山脈的一部分，海拔高度5,200米。